# Клајнлангенфелд
Клајнлангенфелд (њем. Kleinlangenfeld) општина је у њемачкој савезној држави Рајна-Палатинат. Једно је од 235 општинских средишта округа Ајфелкрајс Битбург-Прим. Према процјени из 2010. у општини је живјело 154 становника. Посједује регионалну шифру (AGS) 7232250.

## Географски и демографски подаци
Клајнлангенфелд се налази у савезној држави Рајна-Палатинат у округу Ајфелкрајс Битбург-Прим. Општина се налази на надморској висини од 539 метара. Површина општине износи 7,8 km². У самом мјесту је, према процјени из 2010. године, живјело 154 становника. Просјечна густина становништва износи 20 становника/km².